# 广西石蒜
广西石蒜（学名：Lycoris guangxiensis）为石蒜科石蒜属的植物，是中国的特有植物。分布在中国大陆的广西等地，一般生长在阴湿山坡以及杂木林中，目前尚未由人工引种栽培。
其种加词“guangxiensis”意为“广西的”。